# 3936 Elst
A 3936 Elst (ideiglenes jelöléssel 2321 T-3) a Naprendszer kisbolygóövében található aszteroida. Cornelis Johannes van Houten, Ingrid van Houten-Groeneveld és Tom Gehrels fedezte fel 1977. október 16-án.
Nevét Eric Walter Elst belga csillagász után kapta.